# 奧布魯切夫山 (奧次地)
奧布魯切夫山（英語：Mount Obruchev）是南極洲的山峰，位於奧次地，處於斯卡爾海崖東南面28公里，在1958年由蘇聯探險隊以地質學家命名，現時由南極條約體系管理。